# وسترلی
وسترلی (به هلندی: Westerlee) یک منطقهٔ مسکونی در هلند است که در شهرستان الدآمبت واقع شده‌است.